# レンジャク科
レンジャク科（レンジャクか、学名 Bombycillidae）は、鳥類スズメ目の科である。レンジャク属のみの単型科である。レンジャク（連雀）と総称される。

## 特徴

### 分布
アメリカ大陸、ユーラシア大陸

### 形態
体形は太く、全身が柔らかい羽毛で覆われる。色彩は褐色や灰色。英語通俗名の Waxwing は、キレンジャク・ヒメレンジャクの次列風切羽の先端に赤い蝋状の突起物が付いていることに由来する。この蝋状の物質が何の役に立つかは分かっていない。
頭頂部には冠羽が発達する。嘴や後肢は短い。趾の爪は発達する。

### 生態
針葉樹林に生息する。繁殖期を除いて、群れを形成して生活する。
食性は植物食傾向の強い雑食で、主に果実を食べるが花、樹液、昆虫類等も食べる。果実は樹上もしくは飛翔しながら空中で静止（ホバリング）しながら採食し、昆虫類は飛翔して捕らえ樹上で食べる。食物を求めて移動を繰り返し、渡りを行う地域や時期、個体数に変動が大きい。
繁殖形態は卵生。繁殖期にはペアを形成する。異性に互いに食物を与えて求愛する。横枝に木の枝や草等を組み合わせた巣を作る。主にメスが抱卵し、オスは抱卵中のメスへ食物を運搬する。

## 系統と分類
古くは5属8種からなっていたが、レンジャクモドキ科 Ptilogonatidae とミミグロレンジャクモドキ科 Hypocoliidae が分離され、レンジャク属のみが残された。これらの3科は、他の数科と共にレンジャク上科 Bombycillidae に含まれるが、互いの系統関係は不明確である。
| レンジャク上科 | \| \| ヤシドリ科 Dulidae \| \| \| \| \| \| ミミグロレンジャクモドキ科 Hypocoliidae \| \| \| \| \| \| ミドリモズビタキ科 Hylocitreidae \| \| \| \| \| \| †フサミツスイ科 Mohoidae \| \| \| \| \| \| レンジャク科 Bombycillidae \| \| \| \| \| \| レンジャクモドキ科 Ptilogonatidae \| \| \| \| |
|                | \| \| ヤシドリ科 Dulidae \| \| \| \| \| \| ミミグロレンジャクモドキ科 Hypocoliidae \| \| \| \| \| \| ミドリモズビタキ科 Hylocitreidae \| \| \| \| \| \| †フサミツスイ科 Mohoidae \| \| \| \| \| \| レンジャク科 Bombycillidae \| \| \| \| \| \| レンジャクモドキ科 Ptilogonatidae \| \| \| \| |
|                | ヤシドリ科 Dulidae |
|                | |
|                | ミミグロレンジャクモドキ科 Hypocoliidae |
|                | |
|                | ミドリモズビタキ科 Hylocitreidae |
|                | |
|                | †フサミツスイ科 Mohoidae |
|                | |
|                | レンジャク科 Bombycillidae |
|                | |
|                | レンジャクモドキ科 Ptilogonatidae |
|                | |

## 属と種
国際鳥類学会議 (IOC)による。1属3種。
- Bombycilla レンジャク属
  - Bombycilla garrulus, Bohemian Waxwing, キレンジャク
  - Bombycilla japonica, Japanese Waxwing, ヒレンジャク
  - Bombycilla cedrorum, Cedar Waxwing, ヒメレンジャク

かつてはさらに4属5種が含まれていた。
- Phainoptila
  - Phainoptila melanoxantha, Black-and-yellow Phainoptila, セグロレンジャクモドキ
- Ptilogonys ハイイロレンジャクモドキ属
  - Ptilogonys cinereus, Grey Silky-flycatcher, ハイイロレンジャクモドキ
  - Ptilogonys caudatus, Long-tailed Silky-flycatcher, オナガレンジャクモドキ
- Phainopepla
  - Phainopepla nitens, Phainopepla, レンジャクモドキ
- Hypocolius
  - Hypocolius ampelinus, Hypocolius, ミミグロレンジャクモドキ

## 人間との関係
不定期に大量発生することから凶兆とされたこともあった。
市街地にも飛来し、餌台を利用することもある。

## 画像

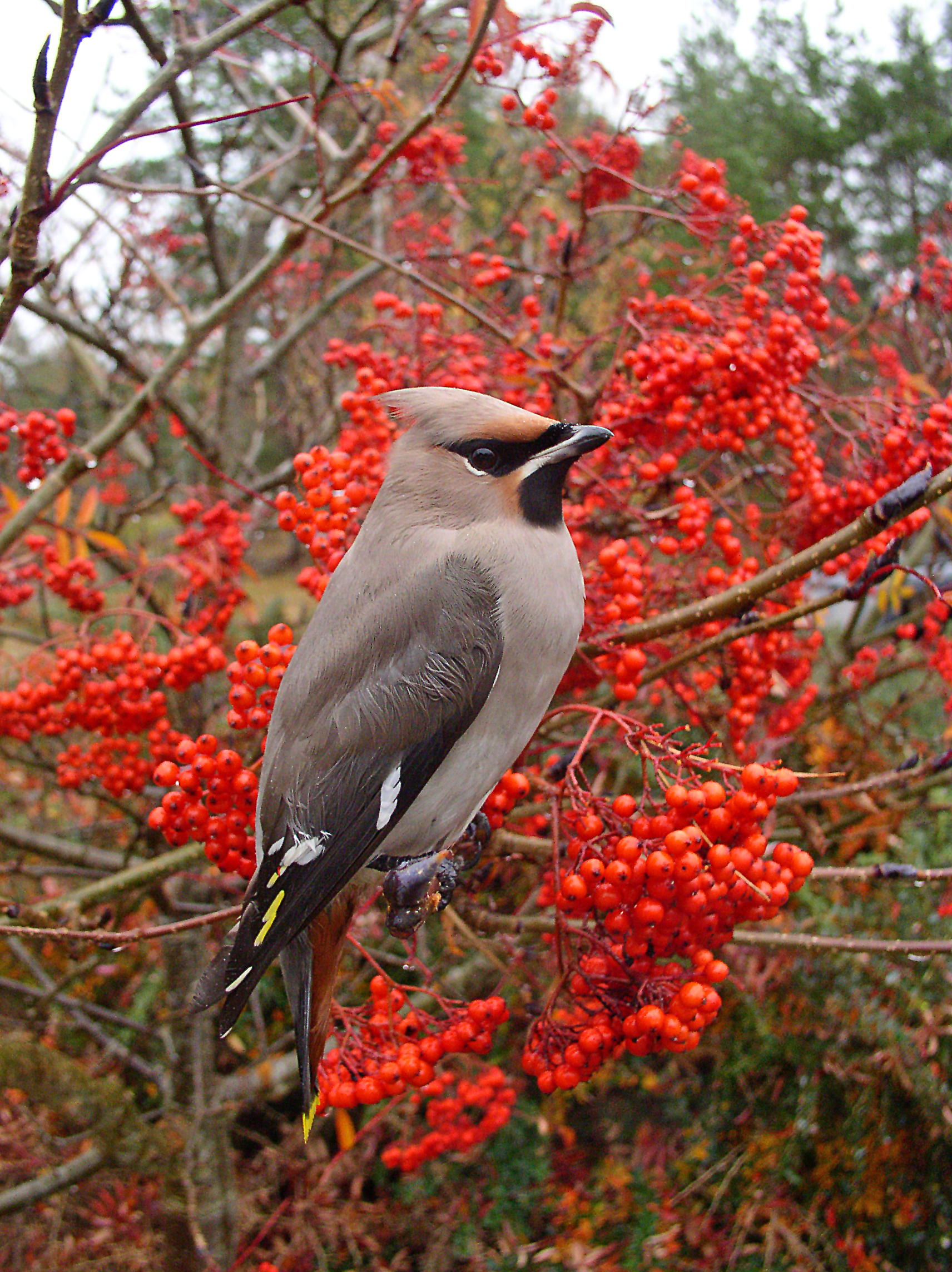
キレンジャク B. garrulus
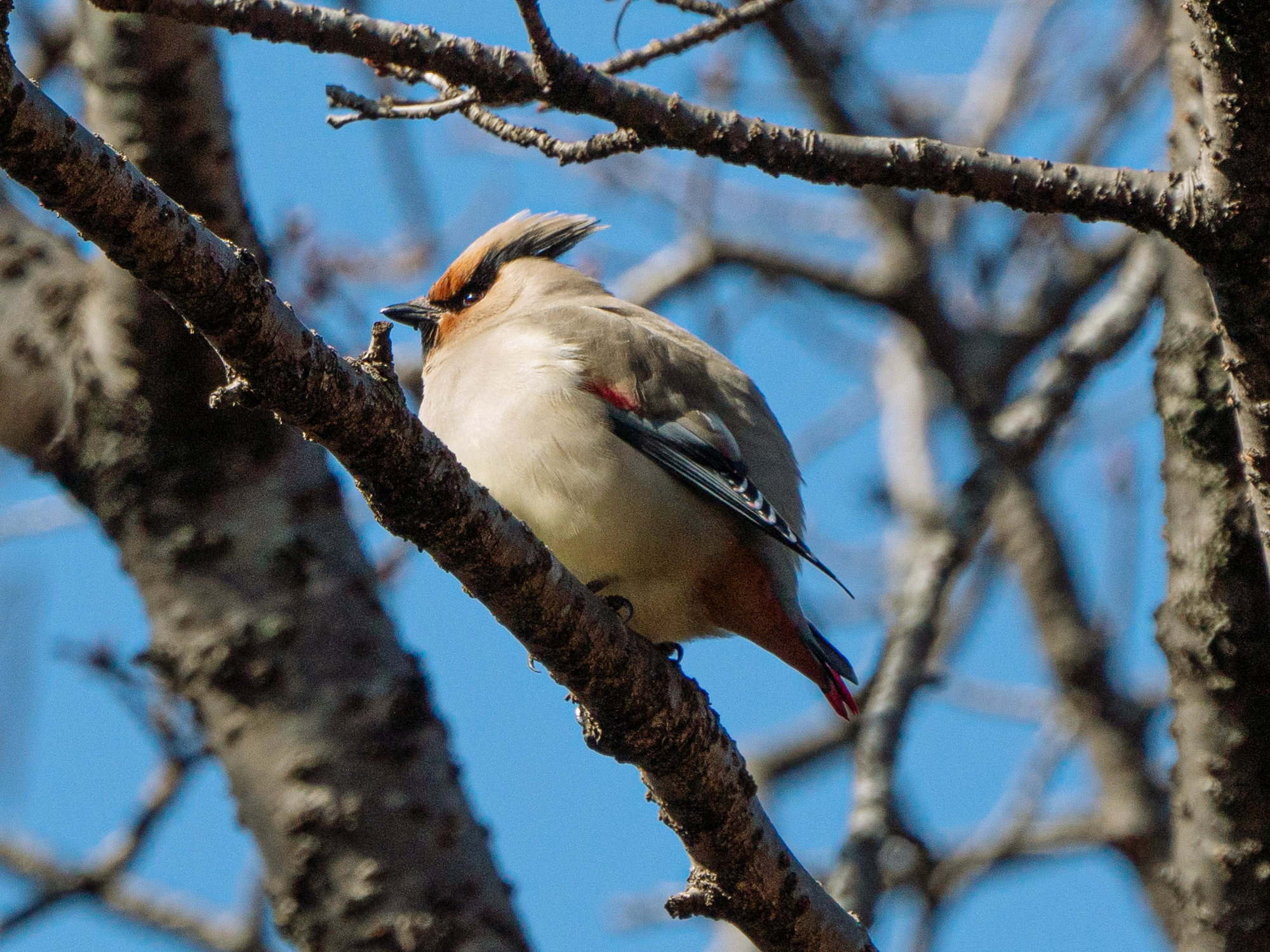
ヒレンジャク B. japonica